# Eduard Hölder
Eduard Hölder, född den 27 november 1847 i Stuttgart, död den 14 april 1911 i Baden-Baden, var en tysk rättslärd. 
Hölder blev e.o. professor 1871 och ordinarie 1873 i Zürich, 1874 i Greifswald, 1880 i Erlangen och 1893 i Leipzig. Han var en på sin tid framstående forskare på den romerska rättens område.